# Synagoga ve Svitavách
Synagoga ve Svitavách byla židovská modlitebna ve městě Svitavy, ve stejnojmenném okrese. Nacházela se na tzv. Předměstí, dokončena byla v roce 1902 podle návrhu architekta Ernsta Gotthilfa. Během listopadových pogromů v roce 1938 byla zapálena, vyhořela a její torzo bylo později strženo. V jejích místech se nyní nachází městské autobusové nádraží.

## Historie
Svou synagogu si svitavská náboženská židovská obec, čítající roku 1900 189 členů, nechala vystavět v letech 1900 až 1902. Stavbu navrhl vídeňský architekt Ernst Gotthilf v novobarokním slohu.
Po událostech Mnichovské dohody ze září 1938 po německém záboru Sudet došlo v noci z 9. na 10. listopadu 1938 k tzv. Křišťálové noci, během které byla vypálena řada synagog v Nacistickém Německu, ale také v německých národnostích oblastech na nově anektovaných územích, jakými byl mj. Svitavy zahrnující Hřebečský jazykový ostrov. Svitavská synagoga byla 10. listopadu 1938 dopoledne záměrně vypálena. a zbytky stavby pak, patrně již roku 1939, srovnány se zemí.
Následkem tragických událostí druhé světové války a holokaustu pak došlo k razantnímu zmenšení zdejší židovské náboženské obce a synagoga již nikdy nebyla obnovena. V lokalitě synagogy bylo ve druhé polovině 20. století vybudováno městské autobusové nádraží.